# Бигар, Жан-Мари
Жан-Мари Бигар (фр. Jean-Marie Bigard, родился 17 мая 1954 года) — французский комик и актёр. Известный своим часто противоречивым юмором, он выступал в самых крупных развлекательных заведениях Франции, включая Аккорхотелс Арену и Стад де Франс. Бигар является близким другом бывшего президента Франции Николя Саркози, которого он сопровождал с официальным визитом к Папе Римскому Бенедикту XVI в Рим.

## Личная жизнь
Жан-Мари Бигар женился на Клаудии Бигар в феврале 1991 года. У пары есть один ребёнок, Саша, родившийся 19 июня 2009 года. Они развелись в августе 2009 года. Затем он женился на актрисе Лоле Маруа в мае 2011 года. Они — родители близнецов Жюли и Беллы.

## Творчество
С 1988 года Бигар играет в театральных постановках, с 1989 года снимается в кино. С 2014 по 2016 годы участвовал во французском радио-шоу Les pieds dans le plat (Ноги в тарелке) на радиостанции Europe 1. Также был одним из участников первого сезона Танцев со звёздами.

## Взгляд на атаку 11 сентября
В сентябре 2008 года Бигар заявил, что атаки 11 сентября на США, совершённые семь лет назад, были "огромной ложью", организованной американским правительством. Он сказал, что он «абсолютно уверен и убеждён», что атаки организовало правительство США.
Позже, в заявлении агентству Франс-Пресс, Бигар заявил, что хочет «извиниться перед всеми». Он также сказал: «Я никогда больше не буду говорить о событиях 11 сентября ... Я никогда не буду больше выражать сомнения». Однако он остановился, сказав, что согласен с тем, что его комментарии не соответствуют действительности.
В июне 2009 года Бигар опубликовал ряд видео на своём сайте, в которых он комментировал официальную точку зрения на атаки 11 сентября.
28 октября 2009 года в сопровождении Матьё Кассовица Бигар участвовал в телешоу (France 2), на котором он заявил, что не было ни доказательств виновности Бен Ладена в нападениях, ни каких-либо изображений (и доказательств) о падении самолета в Пентагоне.